# Rivière Desboues
Pour les articles homonymes, voir Desboues.
La rivière Desboues est un affluent de la rivière Harricana, coulant dans la municipalité de Berry et le territoire non organisé de Lac-Chicobi, dans la municipalité régionale de comté (MRC) de Abitibi, dans la région administrative du Abitibi-Témiscamingue, au Québec, au Canada. Le cours de la rivière traverse les cantons de Berry, de Desboues et de Miniac.
La foresterie constitue la principale activité économique du secteur ; les activités récréotouristiques, en second. La surface de la rivière est habituellement gelée de la début décembre à la fin d'avril, toutefois la circulation sécuritaire sur la glace se fait généralement de la mi-décembre à la fin mars.
Cette zone est surtout accessible par la route de Villemontel-Desboues (sens nord-sud).

## Géographie

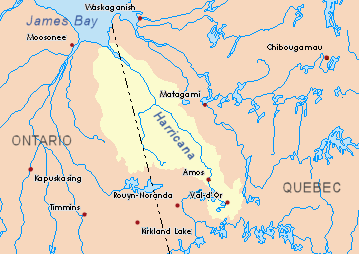
Bassin versant de la rivière Harricana.

La rivière Desboues prend sa source à l'embouchure du lac à Magny (longueur : 0,8 km ; altitude : 330 m) dans le canton de Berry. Son embouchure est situé à 36,8 km au nord-ouest du centre-ville d'Amos ; à 19,0 km au sud-est de l'embouchure de la rivière Desboues (confluence avec la rivière Harricana ; à 114,3 km au sud-est du centre-ville de Matagami et à 47,3 km au nord-est du centre du village de Macamic. Cette source est aussi située du côté ouest des Collines Gemini (sommet : 380 m) et à 3,5 km au sud de la Colline Saint-Éloi (sommet : 394 m).
Les principaux bassins versants voisins de la rivière Desboues sont :
- côté nord : rivière Octave, rivière Harricana ;
- côté est : rivière Harricana ;
- côté sud : rivière Berry, rivière Davy ;
- côté ouest : lac Octave, lac Chicobi.

À partir de sa source, la rivière Desboues coule sur environ 44 km, selon les segments suivants :
- 1,6 km vers le nord-est dans le canton de Berry, jusqu'à la limite du canton de Desboues ;
- 6,1 km vers le nord dans le canton de Desboues, jusqu'à un ruisseau (venant du nord-ouest) ;
- 5,6 km vers l'est, le nord, puis le sud-est, jusqu'à un ruisseau (venant du nord) ;
- 1,6 km vers le sud, jusqu'à un ruisseau (venant du sud) ;
- 9,3 km vers le nord-est, en traversant les 3e, 4e, 5e et 6e rang, jusqu'à la limite Ouest du canton de Maniac ;
- 6,1 km vers le sud-est, puis le nord-est, dans le canton de Miniac, jusqu'à un ruisseau (venant du nord-ouest) ;
- 2,4 km vers le sud-est en formant une courbe vers le nord, jusqu'à l'embouchure de la rivière[2].

La rivière Desboues se déverse sur la rive ouest de la rivière Harricana. À partir de là, le courant de la rivière Harricana coule vers le nord-ouest, en traversant en Ontario pour se déverser sur la rive sud de la Baie James.
Cette confluence de la rivière Desboues avec la rivière Harricana est située, à :
- 14,3 km à l'ouest de la route 109 ;
- 56,6 km au sud-est du centre du village de Joutel ;
- 43,3 km au nord du centre-ville de Amos ;
- 96,7 km au sud du centre-ville de Matagami.

## Toponymie
Le mot Desboues est un patronyme de famille d'origine française.
Le toponyme rivière Desboues a été officialisé le 5 décembre 1968 à la Commission de toponymie du Québec, soit lors de la création de cette commission.